# Рибейро Невес, Густаво
Густаво Рибейро Невес (порт. Gustavo Ribeiro Neves, более известный, как Густавиньо порт. Gustavinho; род. 23 апреля 2004, Гояния) — бразильский футболист, нападающий клуба «Ред Булл Брагантино».

## Клубная карьера
Густавиньо — воспитанник клубов «Гояс» и «Ред Булл Брагантино». 18 января 2023 года в матче Лиги Паулиста против «Сан-Бернардо» он дебютировал за основной состав последних. 5 марта в поединке против «Сан-Бенту» игрок забил свой первый гол за «Ред Булл Брагантино». 22 апреля в матче против «Куябы» он дебютировал в бразильской Серии A.